# ヘレネ (エウリピデス)
『ヘレネ』（ヘレネー、希: Ἑλένη, Helenē、羅: Helena）は、古代ギリシアのエウリピデスによるギリシア悲劇の1つ。
トロイア戦争のきっかけとなったヘレネーが、実はトロイアではなくエジプトにおり、夫であるメネラーオスがトロイア戦争から帰国の途で合流し、共にスパルタへ帰るという物語が描かれる。
紀元前412年の大ディオニューシア祭で上演された。上演成績は不明。

## 登場人物
- ヘレネ：スパルタ王女、メネラオスの妻、ヘルミオネの母。スパルタ王テュンダレオスとその妃レダの娘とされるが、実際の父親はゼウス神とされる。ギリシア神話最大の美女であると同時に、トロイア王子パリスに誘拐されてトロイア戦争の原因を作り、エーゲ海を挟んだスパルタおよびトロイアの周辺国を巻き込み、多くの人間を死に追いやった悪女として古来より名高い。
- テウクロス：トロイア戦争で戦ったギリシアの武将の1人。サラミス王テラモンの庶子。戦争を戦い抜いて帰国するも、嫡出の大アイアスの死を防げなかった責任を問われ、追放される。その後キプロスに移り住んだと伝えられる。
- コロス：海賊に捕えられ、エジプトまで連れてこられた女たち。
- メネラオス：スパルタ王、ヘレネの夫。ミュケナイ王アガメムノンの弟。ヘレネを取り戻すためトロイア戦争で戦った。
- 老女：エジプト王テオクリュメノスの王宮の門番。
- 使者：メネラオスの部下。
- テオノエ：エジプト王プロテウスの娘で、テオクリュメノスの妹。予言者。
- テオクリュメノス：エジプト王。プロテウスの子で、テオノエの兄。
- 第二の使者：テオクリュメノスの家臣。
- テオノエの従者：
- ディオスクロイ：双生児神。スパルタ王テュンダレオスと妃レダの子で、ヘレネの兄弟であるポリュデウケスとカストルのこと。ポリュデウケスはカストルが死んだとき神に列せられようとしたのを拒み、兄弟ともに神になることを願い、叶えられたと伝えられている。劇中ではデウス・エクス・マキナとして登場する。

## あらすじ

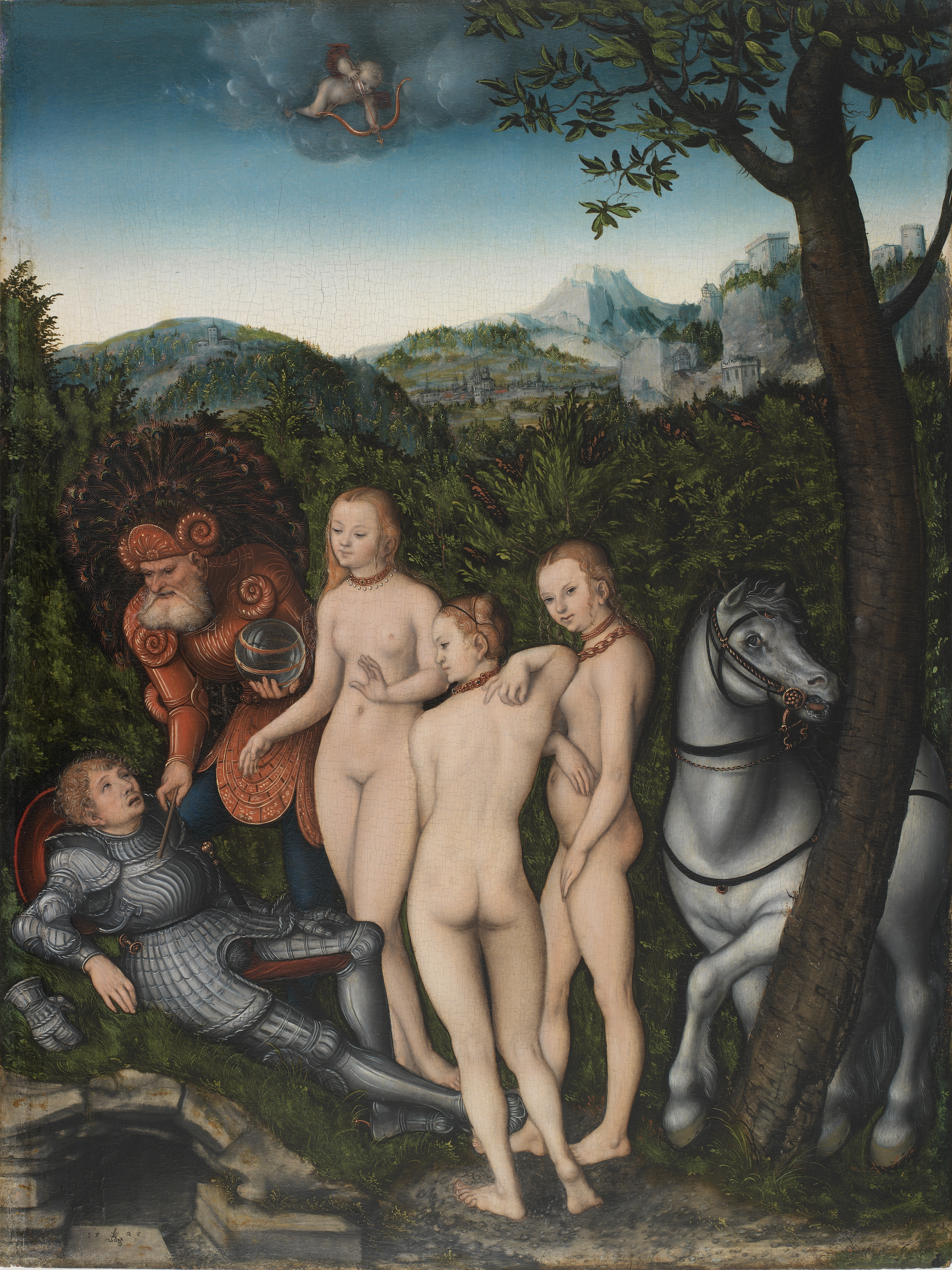
ルーカス・クラナッハの1527年の絵画『パリスの審判』。コペンハーゲン国立美術館所蔵。

プロロゴスにおいてヘレネ自身によってこれまでのいきさつが語られる。トロイア王子パリスはヘラ、アテナ、アプロディテの3人の女神の中で誰が一番美しいかを審判することになった。この美の審判において、パリスは絶世の美女ヘレネとの結婚と引き換えにアプロディテに勝利を与えた。審判の後、パリスはスパルタに渡航してヘレネを誘拐する。
しかしヘラはアプロディテに負けたことをうらんで、パリスとヘレネの結婚を邪魔するべく、ヘレネに似せた幻を作ると、パリスはそれをヘレネと思い込んでトロイアに連れ去った。一方、ヘレネ本人はヘルメスによってエジプトに運ばれ、エジプト王プロテウスの王宮で匿われた。しかしそのことを知らないメネラオスはヘレネを取り戻すため、ギリシアの軍勢を集めてトロイアを攻撃した。この戦争によって多くの命が失われ、みながヘレネを呪い、夫を裏切ってギリシア人を戦争に巻き込んだ女と思っている。それなのに私はなぜまだ生きているのだろうかとヘレネは自問自答する。思い出されるのはヘルメスが彼女に語った言葉である。いずれメネラオスもヘレネの貞節が失われてないことを知り、夫とともにスパルタに帰るときが来るという。しかしプロテウス王が死ぬと、王の息子テオクリュメノスがヘレネとの結婚を目論む。ヘレネは夫のために「たとえ私の名前がギリシア人の間で不名誉にまみれようとも、この身だけは恥とならないように」と、救いを求める嘆願者としてプロテウスの墓所に籠る。
そこにテウクロスが現れる。祖国を追放されたテウクロスであったが、アポロンの神託によってキプロスに都市を建設する運命にあると定められている。彼がテオクリュメノスの王宮を訪れたのは、キプロスに向かうすべを予言者テオノエに訊ねるためであった。テウクロスはヘレネの姿を見て驚くが、目の前にいる女性が本物のヘレネであるとは思わない。ヘレネはテウクロスから戦争がギリシアの勝利で終わったこと、メネラオスが航海の途中で嵐に襲われ、行方が分からなくなり、ギリシアでは死んだともっぱらの噂であること、母レダはヘレネの悪い噂を苦にして自殺し、兄弟のポリュデウケスとカストルは神になったことを聞かされる。ヘレネはテオクリュメノスが残虐な人間であり、見つからないうちに出発するようテウクロスに勧める。ヘレネは夫がすでに死んでいると聞かされて絶望するが、テオノメの口から真実を聞くために王宮の中に入っていく。
一方でメネラオスは航海の途上で難破するが、運よく船の残骸とともにエジプトの海岸に打ち上げられる。メネラオスはヘレネ（幻）を海岸の洞窟に隠し、この地がどこであるか訊ね、食料を分けてもらうため、テオクリュメノスの王宮にやって来る。ところが門番を務める老婆から、王宮にスパルタの王女ヘレネがいると聞かされて困惑する。
そこにテオノメからメネラオスが生きていることを聞いて、喜びにあふれるヘレネが王宮から出てくる。メネラオスはヘレネの姿に驚き、ヘレネもまた襤褸をまとった男がメネラオスであることに気づく。再会を果たした2人ではあったが、メネラオスは目の前にいる女がヘレネであると信じようとしない。そこに使者（メネラオスの部下）が現れ、洞窟に残してきたヘレネが消え失せたことを知らせる。そこでメネラオスはようやくトロイアから連れ戻したと思っていた妻が神の作った幻であり、目の前にいる女こそが本当のヘレネであると認める。しかし船を失ったメネラオスはヘレネを連れて逃げることができない。そこでヘレネはテオクリュメノスを欺き、エジプトから脱出するための策略を練る。

## 構成

メネラオス像。フィレンツェ、ランツィの回廊。

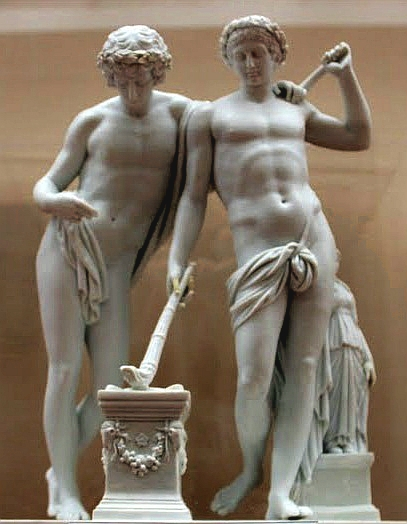
ディオスクロイ像。ヴィラヌフ宮殿所蔵。

プロロゴス（1行-163行）
ヘレネ登場。ヘレネの独白（独唱）。
テウクロス登場。
パロドス（164行-251行）
パロドスの開始部分ははっきりしない。コロスの歌唱が始まるのは179行から。
第1エペイソディオン（252行-514行）
ヘレネとコロスの対話、ヘレネはテオノエに予言を聞くため退場。
メネラオス登場。
エピパロドス（515行-527行）
コロス再登場。
第2エペイソディオン（528行-1106行）
テオノエから良い予言をもらって喜ぶヘレネが登場し、メネラオスと対話する。
使者（メネラオスの部下）が登場し、（幻の）ヘレネが消失したことを知らせる。
テオノエ登場。
第1スタシモン（1107行-1164行）
舞台に1人残ったメネラオスの前で、本劇最初のコロスの合唱開始。
第3エペイソディオン（1165行-1300行）
テオクリュメノス、次いでヘレネ登場。
ヘレネはメネラオスが死去したと偽り、夫の葬儀をしたい旨を王に告げる。
第2スタシモン（1301行-1368行）
第2のコロスによる合唱。ペルセポネの神話が歌われる。
第4エペイソディオン（1369行-1450行）
ヘレネ、次いでテオクリュメノスとメネラオスが登場。
テオクリュメノスはメネラオスの葬儀の船を送り出す。
第3スタシモン（1451行-1511行）
船を送る歌。ディオスクロイへ呼びかける。
エクソドス（1512行-1692行）
テオクリュメノス登場。
ヘレネが葬儀の船でエジプトを発った知らせを受け、裏切った妹を殺そうとする。
ディオスクロイが登場し、テオクリュメノスを説得する。

## 上演年代
初演は前412年であり、アテナイの大ディオニュシア祭で上演されたと考えられている。このときエウリピデスは70代に達していた。同時上演は悲劇『アンドロメダ』（現存せず）。前412年という年代は前411年に上演されたアリストパネスの喜劇『テスモポリア祭の女たち』をもとに推定される。アリストパネスはこの喜劇の中で『ヘレネ』をパロディ化して、エウリピデスを劇中に登場させるとともに、本作品から20行以上を引用している。これは『ヘレネ』が好評を博した証拠であり、そこから『ヘレネ』の初演は『テスモポリア祭の女たち』の前年と推測されている。なお、前412年はアテナイがシケリア遠征に大敗し、アテナイ市民に大きな衝撃を与えた翌年である。

## 物語の源泉

### ヘレネの幻と弁護論

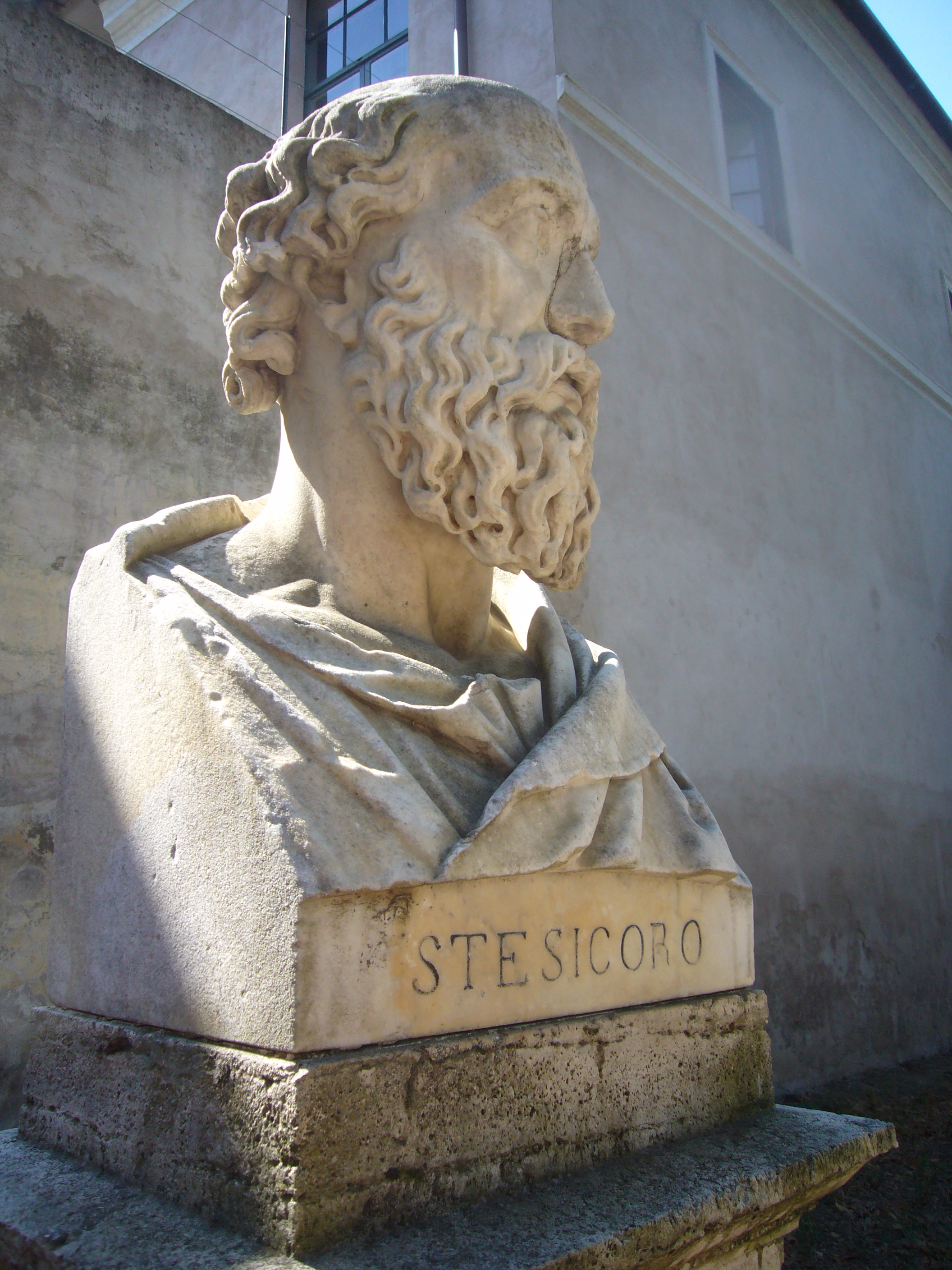
ステシコロスの胸像。ローマのピンチョの丘。

ホメロスの叙事詩『イリアス』『オデュッセイア』以降の伝承では、トロイア戦争の原因はパリスに誘惑されたヘレネにあるとされ、しばしば非難の対象となってきた。実際にエウリピデス自身も3年前の『トロイアの女たち』や、本作品の後に制作した『オレステス』において痛烈なヘレネ批判を行っている。その一方でヘレネを弁護することも試みられてきた。前6世紀頃に活躍した抒情詩人ステシコロスは、伝説によると最初はヘレネを悪しざまに非難する詩を書いたために盲目となったが、すぐに前言を撤回する詩（パリノディア）を作ったところ、たちどころに視力が回復したという。前5世紀になると哲学者ゴルギアスや、その弟子と目されるイソクラテスは、いずれもヘレネがトロイアに行ったことを認めたうえでヘレネの弁護論を展開している。
エウリピデスは前413年の『エレクトラ』において、ヘレネの幻がトロイアに行き、ヘレネ本人はエジプトで保護されていたとする異説について言及しており、さらに同様の説に基づいて本劇を制作している。この異説の大きな特徴は、トロイアに行ったヘレネは偽物であり、本物のヘレネは神々の策略によってエジプトで保護されていたのであるから、ヘレネは無罪であると主張している点にある。
一部の伝承では、ヘレネの幻はヘシオドスまでさかのぼると主張されているが、その信憑性については意見が分かれている。ステシコロスがヘレネの幻を詩に導入し、ヘレネの無罪を歌ったことは古代の証言から確実である。たとえばプラトンは対話篇『国家』において、ステシコロスがトロイア戦争で敵も味方も真相を知らないまま、ヘレネの幻をめぐって戦ったことを歌ったと述べている。また『パイドロス』ではヘレネがトロイアに行かなかったことを歌ったステシコロスの実際の詩片を引用している。さらに近年刊行されたパピルスでは、ステシコロスがトロイアに行ったヘレネは幻であり、ヘレネ本人はプロテウスのもとに残ったと歌ったことが証言されている。以上の点から、少なくともステシコロスの詩の段階で異説に関する伝承が成立しており、エウリピデスはそれを本作品の源泉として利用した可能性が高い。
なお、神話的人物の幻が作られる物語の類例は早くも『イリアス』に見出せる。トロイアに味方するアポロンはディオメデスの脅威からアイネイアスを救出するが、その際にアポロンがアイネイアスの幻を作って戦場に置くと、両軍はその幻をめぐって戦ったという。またイクシオンの恋を避けるためにヘラの幻が作られた話もよく知られている。

### ヘレネとエジプト

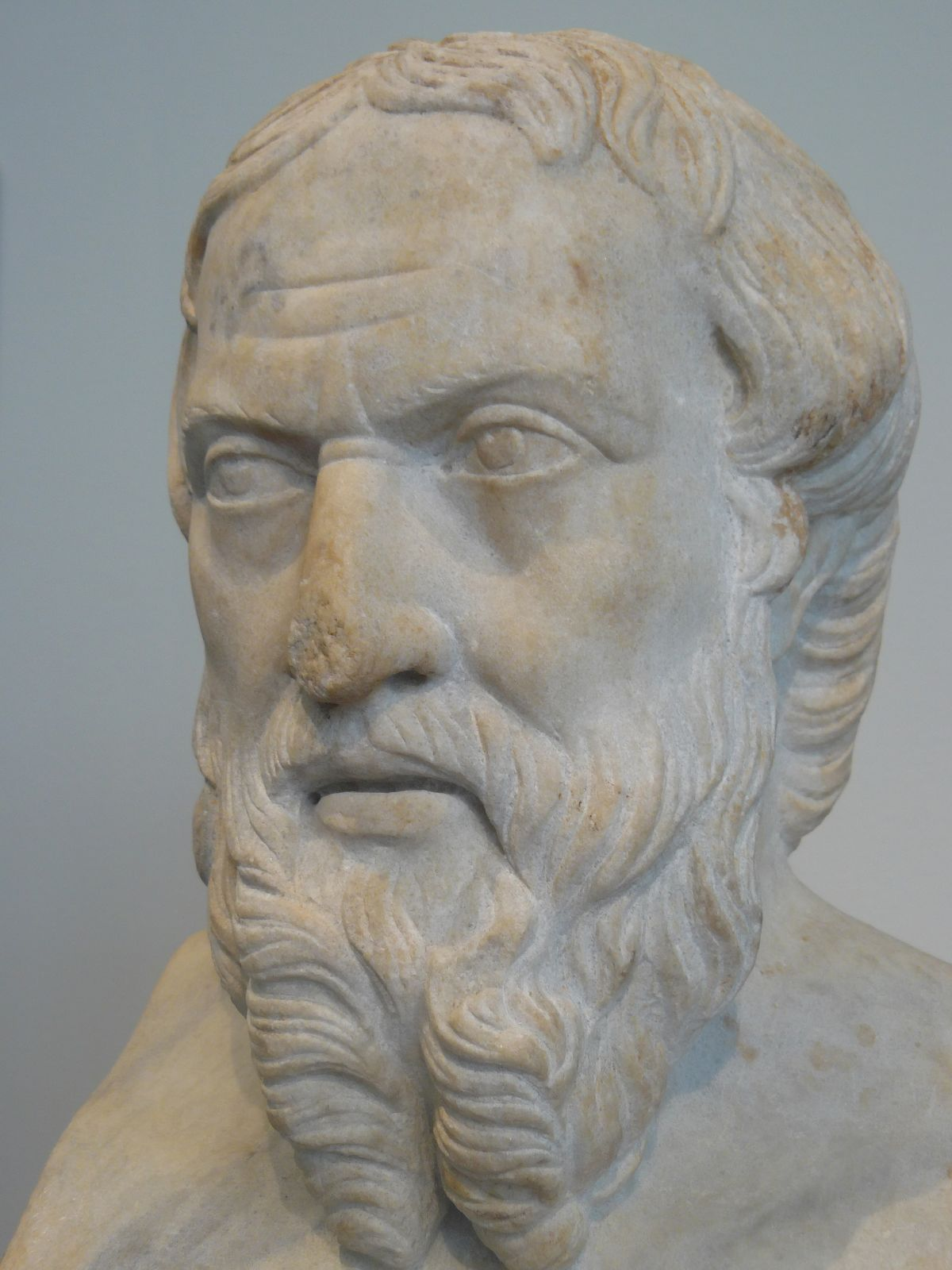
ヘロドトスの胸像。メトロポリタン美術館所蔵。

いくつかの伝承はヘレネをエジプトと結びつけている。『オデュッセイア』によると、メネラオスは帰国の航海の途上でエジプトのナイル川河口のパロス島にたどり着く。メネラオスはその地で海神プロテウスの娘エイドテアに出会う。そしてエイドテアの助言によってプロテウスを捕え、帰国のための予言を得る。この帰国譚の中にヘレネは登場しないが、彼女が一時的にエジプトに滞在したらしいことは『オデュッセイア』も言及している。ヘレネはエジプト王トーンの妻ポリュダムナから苦悩を消し去る秘薬を授けられ、テレマコスがスパルタを訪れた際にポリュダムナの秘薬を使ってみなの心から苦しみを取り除く。
歴史家ヘロドトスもヘレネとエジプトを結びつけており、彼女がエジプト王プロテウスのもとに滞在した伝承について述べている。ヘロドトスによると、パリスはヘレネを誘拐した後、トロイアを目指して航海に出たが、強風のためにエジプトに流された。このことを知ったトニスなるエジプトの警備隊長はメンピス王プロテウスに使者を送り、「異国で他人の妻を誘拐したトロイア人が漂着しましたが、この者の希望通りに出航させるべきでしょうか、それとも所持品を没収するべきでしょうか」と指示を仰いだ。そこでプロテウスはパリスを捕えて連行させた。しかしパリスは自らの出自を王に話したが、ヘレネのことになると言葉をはぐらかした。そのため嘆願者たちが事実をありのままに話すと、王は「もてなしを受けた身でありながら、女をそそのかして誘拐し、あまつさえその家の財宝を奪い取るとは何事か」と怒り、ヘレネを保護し、パリスのみを追放した。一方、ギリシア人はトロイアにヘレネと財宝の返還を要求したが、トロイア人はそれらはエジプトにあるため、返還に応じるいわれはないと返事した。ギリシア人はこれを信じず、トロイアと戦って奪還しようとしたが、トロイア占領後もヘレネを発見することができず、トロイア人も同じ言葉を繰り返すので、このときになってようやくトロイア人の言葉を信じ、エジプト王プロテウスのもとに使者を送ってヘレネとの再会を果たした云々という。ヘロドトスの伝承の大きな特徴は、ヘレネがエジプト王プロテウスのもとに滞在した点にあるが、ヘレネの幻や、プロテウスの家族については言及していない。ヘロドトスのエジプト旅行は前430年頃とされ、アリストパネスの前414年の喜劇『鳥』に、ヘロドトスが『歴史』の中で述べたバビュロンの城壁の描写のパロディが見られるため、本劇においてもヘロドトスの知見が与えた影響は少なからずあったと見られる。

## 解釈
本劇は再認（アナグノリシス）と危機からの脱出の要素を持つこと、明るいハッピーエンドで終わることなどから、しばしば喜劇的、ロマンス劇とされた。この解釈は前412年という上演年代も関係している。前年のシチリア遠征でアテナイが壊滅的な敗北を喫していることから、本劇は一種の気晴らしとして制作されたのではないかと考えられたのである。特に第2スタシモン（ペルセポネ神話が歌われている）が劇と関係がないように見えることは、第2スタシモンだけでなく、本劇自体が気晴らしと見なす考えを助長させた。
これに対して、本劇が気晴らし以上の意味を持つと見なす研究者は多く、ウィリアム・アラン、ピーター・H・ブリアン（Peter H. Burian）、エリック・ダウニング（Eric Downing）、リシャード・カンニヒト（Richard Kannicht）、ゲイリー・S・メルツァー（Gary S. Meltzer）、ピエトロ・プッチ（Pietro Pucci）といった研究者たちが、2人のヘレネをめぐってエウリピデスが存在論・認識論な問題を投げかけていると指摘している。また女性の神話的原型としてのペルセポネの神話がヘレネに重ねられているとの指摘もされている。

### ヘレネの虚と実
エウリピデスはヘレネをそれまでの伝承で語られている、夫を裏切ってギリシア中を戦争に巻き込んだ悪女ではなく、むしろ正反対の貞淑な妻として描いている。ヘレネはエジプトにあって夫メネラオスに対する貞節を何ら損なってはおらず、今でも夫への思いを抱いている。しかしその一方で、へレネは自身の偽物がパリスに誘惑されたために、戦争で多くの命が失われ、さらに自分の悪評が一人歩きして、ギリシア中の人間から憎まれていることを悩んでいる。ここにはエジプトで保護されている実物のヘレネと、トロイアに渡った偽物のヘレネとの対立構造に加え、名前と実態との対立構造が明確に見て取れる。人々は実際のヘレネではなく、トロイアに渡った幻をヘレネとして認識している。そしてその幻はヘレネに対する世間の悪評を一手に担い、実際の貞淑なヘレネは世間から遠く隔たったエジプトの地で秘匿されている。エウリピデスはこのようにして「名前に実体が伴わない」状態、ある人物に関する世間の評判と実際の人物像が大きく乖離している様を表現している。

この状態をエウリピデスはへレネ自身のセリフで次のように表現している。
この状態は必然的に多くの誤解を生む。ギリシア人とトロイア人が戦場で殺し合い、結果多くの血が流れることになったのは幻のへレネを本物と信じて疑わなかったからであった。また劇中に登場するテウクロスは陥落したトロイアで偽物のヘレネを見たことで、ヘレネの実を知ったと思い込んでいるため、エジプトで本物のへレネに遭遇してもヘレネであると認識しない。これに対してヘレネはテウクロスが見たヘレネは本当に本物であったのかと疑問を投げかける。このようにエウリピデスは我々の認識が実は不確かであり、それを盲目的に信じることの危うさを描いている。
こうした乖離はエウリピデスの他の悲劇『タウリケのイピゲネイア』や『オレステス』でも見られる。

### パルテノスとギュネー
劇中のヘレネはパルテノス（未婚女性）とギュネ（既婚女性）の2つの社会的属性を持つと指摘されている。古代ギリシアでは女性の社会的地位はパルテノスとギュネに二分されていた。劇中のヘレネはメネラオスと結婚し、娘ヘルミオネも生まれているため、社会的にはギュネに属する。しかしメネラオスのもとを去っているヘレネは劇中でパルテノスとして表徴されている。つまりヘレネの社会的地位はギュネからパルテノスに移行している。そこで劇中ではヘレネがパルテノスを脱し、メネラオスの妻としてのギュネの地位を取り戻す過程が描かれることになる。
また劇中で言及されているプサマテ（エジプト王テオクリュメノスの母）はヘレネの状況とよく似ていることが指摘されている。彼女は劇中で慣用的な表現ではあるが「海の乙女たち（τῶν κατ' οἶδμα παρθένων）のひとり」と呼ばれ、アイギナ王アイアコスのもとを去ったのち、エジプト王プロテウスと結婚したと述べられている。したがってプサマテはヘレネと同様に結婚経験はあるが、プロテウスと結婚した当時はパルテノスであった。これはメネラオスのもとを離れているヘレネがパルテノスとして表徴され、テオクリュメノスから求婚を受けている状況と一致する。

### ペルセポネ神話
こうした既婚女性でありながら未婚女性でもあるという二重性は、ヘレネが冥府の女王ペルセポネと重ねられることによって一層鮮明となっている。第2スタシモンにおいてペルセポネ神話が言及されているが、この神話は女性が結婚によるパルテノスからギュネーへの社会的地位の移行を神話的に表現している。ペルセポネはハデスに誘拐されて妻となり、その後は冥府と地上を往来することによってパルテノスからギュネーの移行を象徴的に繰り返す。
劇中のヘレネとペルセポネ神話との類似性は研究者によって指摘されている。たとえば『ホメロス風讃歌』の「デメテル讃歌」では、ペルセポネは花を摘んでいるときにハデスに攫われるが、劇中のヘレネもまた花を摘んでいるときに冥府と関係が深いヘルメスに攫われる。
また劇中のエジプトは冥府のイメージが色濃く表れている。たとえばヘレネーは嘆願者としてプロテウスの墓に隠れている。テウクロスはテオクリュメノスの王宮を見て驚嘆し、プルートスの王宮と比較している。加えてテオクリュメノスの名前はハデスの別称「クリュメノス」を思い起こさせ、ヘレネーは冥府と関係があるセイレンに呼びかける際にペルセポネの名前を口にする。すでにメネラオスと結婚しているため、ヘレネとペルセポネの平行関係は部分的であるが、ヘレネーはパルテノスであったペルセポネと同様に冥府であるかのようなエジプトに攫われて連れて来られ、そしてペルセポネが地上に戻るように最終的にスパルタへと旅立つ。

## 日本語訳
- 『ギリシア悲劇全集 第4巻 エウリピデス篇Ⅱ』 池田美恵訳、人文書院、1960年
- 『世界古典文学全集9　エウリピデス』 中村善也訳、筑摩書房、1965年
  - 文庫版『ギリシア悲劇Ⅳ エウリピデス（下）』 ちくま文庫、1986年
- 『ギリシャ悲劇全集Ⅳ エウリーピデース編〔Ⅱ〕』 内山敬二郎訳、鼎出版会、1978年
- 『ギリシア悲劇全集8 エウリーピデースⅣ』 「ヘレネー」細井敦子訳、岩波書店、1991年
- 『エウリピデス 悲劇全集 4』 丹下和彦訳、京都大学学術出版会〈西洋古典叢書〉、2015年